# Fontaine Colbert (Rochefort)

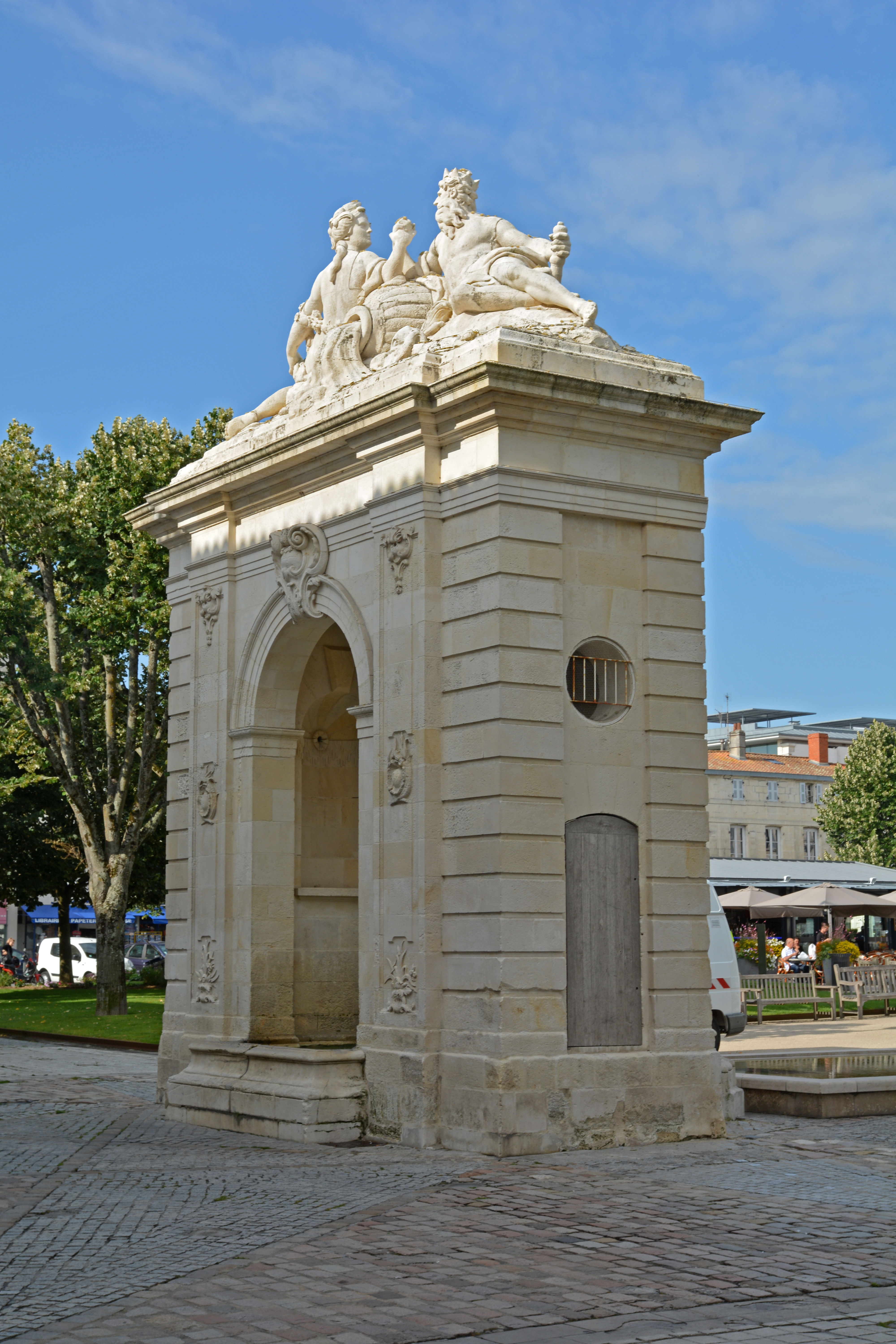
Fontaine Colbert in Rochefort

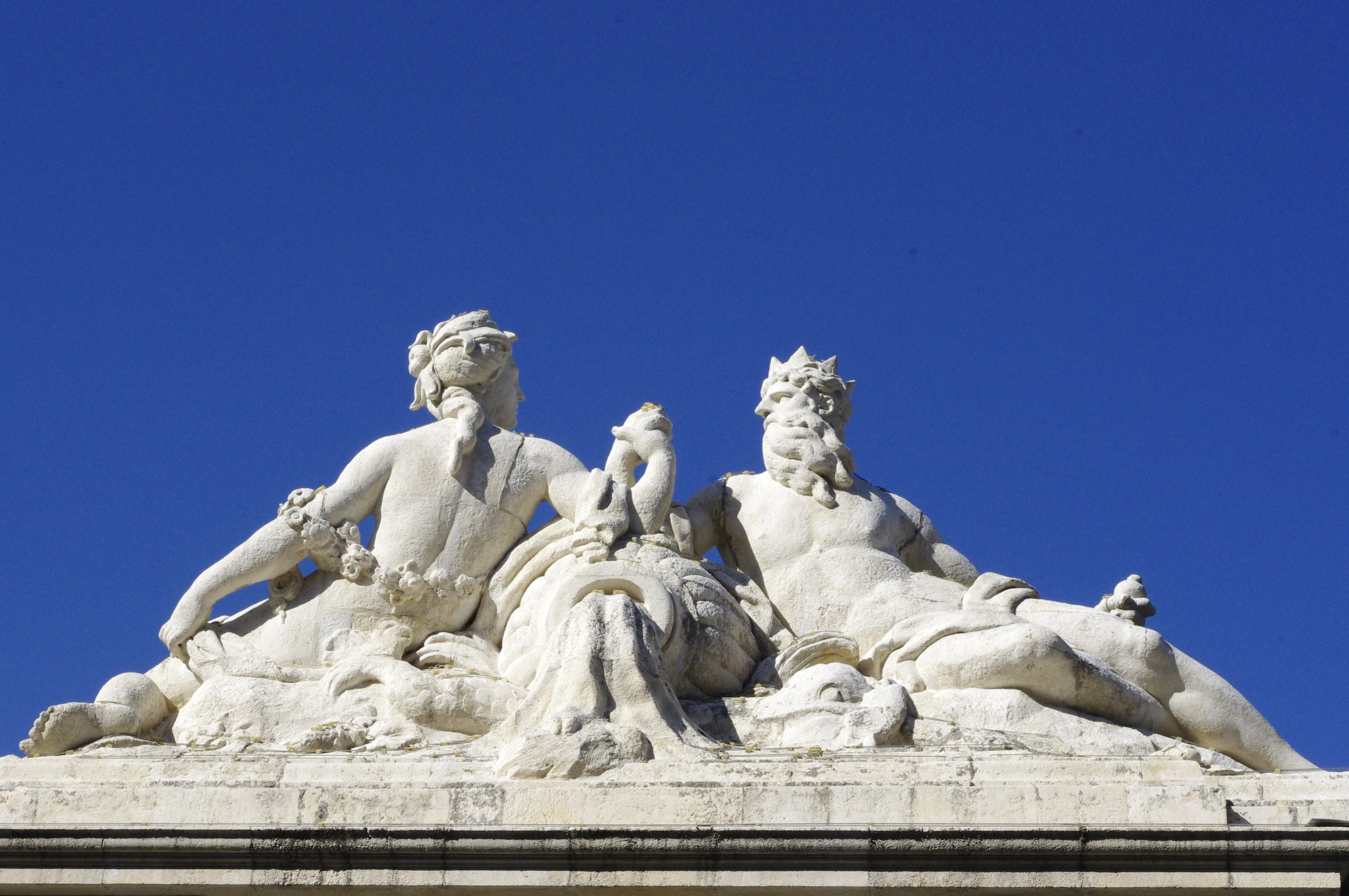
Figuren, die das Meer und den Fluss Charente symbolisieren sollen

Die Fontaine Colbert (deutsch Colbert-Brunnen) an der östlichen Seite der Place Colbert in Rochefort, einer westfranzösischen Stadt im Département Charente-Maritime der Region Nouvelle-Aquitaine, wurde 1754 errichtet. Im Jahr 1925 wurde der Brunnen als Monument historique (Baudenkmal) klassifiziert.
Der Brunnenbau aus Kalkstein ist einem Triumphbogen ähnlich. Die bekrönenden Figuren, die von dem Bildhauer Victor Bourguignon geschaffen wurden, sollen das Meer und den Fluss Charente symbolisieren.
Über der Agraffe des Bogens ist eine lateinische Inschrift angebracht, die von Jean-Joseph Dulaurens, Arzt der königlichen Marine, stammen soll.